# ارش (دیه)
اَرش نوعی دیه است که در قانون از قبل تعیین نشده‌است. برطبق ماده ۳۶۷ قانون مجازات اسلامی مصوب ۱۳۷۰ هر جنایتی که بر عضو کسی وارد شود و شرعاً مقدار خاصی به عنوان دیه برای آن تعیین نشده باشد کسی که مرتکب جرم شده‌است باید ارش بپردازد. تعیین ارش معمولاً با کارشناسی پزشکی قانونی و رأی دادگاه است.

## اَرش- جمع:اُروش
مقدار مالی است که به عنوان جبران خسارت مالی یا بدنی که در شریعت برای آن اندازه‌ای مشخص نشده به خسارت دیده پرداخت می‌گردد و از آن در باب‌های تجارت و دیات سخن رفته‌است.

### موارد ارش

#### ارش عیب
خریداری که کالایی خریده و معیوب از کار درآمده‌است خیار عیب دارد و بین فسخ عقد و بین موافقت با آن و گرفتن ارش (ما به التفاوت قیمت صحیح و معیوب) مخیّر است.
در استحقاق ارش در صورت آشکار شدن عیب بین صورتی که عیب در بهای پرداختی کالا باشد یا در کالای مورد معامله، تفاوتی نیست؛ ولی از آنجا که بهای کالا بیشتر پول نقد است، و شکل، رنگ و سایر خصوصیّات در ارزش آن تأثیری ندارد، بحث پیدایش عیب در کالا، بیشتر در کلمات فقها مطرح است.
در این که ارش بخشی از بهای پرداختی کالا است بدین معنا که مقداری از بها در مقابل صفت سالم بودن کالا قرار می‌گیرد و خریدار حق دارد آن را از فروشنده بازپس گیرد یا به عنوان غرامت است بدین معنا که تمامی بهای کالا به فروشنده منتقل شده و خریدار می‌تواند به جهت عیب از او غرامت بگیرد اختلاف است. بنابر قول نخست واجب است پرداخت ارش از جنس خود بها باشد، بر خلاف قول دوم.
اگر در بازار، ما به التفاوت قیمت سالم و معیوب با قیمتی که به عنوان بها پرداخت شده متفاوت باشد مانند آن که کالایی را به دویست تومان خریده در حالی که بهای آن در بازار پانصد تومان است باید ما به التفاوت بر اساس قیمت پرداختی محاسبه شود.
در این که در محاسبه قیمت، قیمت روز عقد مبنا قرار می‌گیرد یا قیمت روز قبض کالا و بهای آن یا کمترین قیمت از دو زمان یاد شده، اختلاف است.

##### چگونگی محاسبه ارش
برای محاسبه آرش، نخست قیمت سالم و نیز معیوب کالا مشخص می‌گردد؛ سپس نسبت میان مقدار زیادی از آن دو قیمت با قیمت صحیح به دست می‌آید و به همین نسبت از قیمت مورد توافق و نه قیمت واقعی استخراج می‌شود. به عنوان مثال اگر کالا به نود تومان خریداری شده و قیمت سالم آن یکصد و بیست تومان و معیوب آن هشتاد تومان است، نسبت میان زیادی از دو قیمت، یعنی، چهل تومان با قیمت سالم نسبت یک سوم است؛ بنابراین یک سوم نود تومان یعنی سی تومان به عنوان ارش به مشتری بازگردانده می‌شود و در صورت اختلاف در قیمت‌گذاری آیا بالاترین قیمت مبنای محاسبه قرار می‌گیرد یا پایین‌ترین آن یا میانگین بین آن دو، احتمالاتی ذکر شده لیکن معروف، احتمال اخیر است.

###### شرایط قیمت گذار
برخی فقها برای کسی که قیمت‌گذاری می‌کند اموری را که در شاهد شرط است مانند عدالت و تعدّد شرط دانسته‌اند. در مقابل، برخی دیگر در صدق عنوان شهادت بر اخبار از قیمت کالا (قیمت‌گذاری) اشکال کرده‌اند. برخی نیز میان نرخ‌گذاران تفاوت قائل شده و گفته‌اند: اگر نرخ گذار، قیمت معلوم نزد اهل خبره و بازار را اعلام کند از مصادیق شهادت به‌شمار می‌رود ولی اگر بر مبنای حدس و نظر خود خبر دهد یا ویژگی‌های کالا را بیان کند و قیمت کالا با توجّه به آن ویژگی‌ها در بازار مشخص باشد از باب شهادت نخواهد بود بلکه از باب رجوع به اهل خبره است.

#### ارش جنایت
به مالی که جنایتکار در مقابل جنایت انجام داده به طرف آسیب دیده می‌پردازد در مواردی که در آن دیه خاصی تعیین نشده‌است ارش جنایت گفته می‌شود که به آن «حکومت» نیز گفته می‌شود.

##### چگونگی محاسبه
برای محاسبه ارش جنایت راه‌هایی ذکر شده که یکی از آن‌ها عبارت است از آن که فرد آسیب دیده را برده فرض کرده و قیمت سالم و معیوب آن و نیز نسبت میان مقدار زیادی از آن دو قیمت با قیمت سالم را به دست آورده و به همین نسبت از دیه نفس کسر می‌شود.
به عنوان مثال اگر ارزش فرد سالم در فرض برده بودن هشتصد تومان و ارزش معیوب آن ششصد تومان باشد، مقدار زیادی دویست تومان و نسبت میان هشتصد و دویست، نسبت یک چهارم می‌باشد. در نتیجه از اصل دیه که هزار مثقال شرعی طلا است یک چهارم (دویست و پنجاه مثقال) به آسیب دیده پرداخت می‌گردد.
از موارد پرداخت ارش جنایت آن است که اگر عضوی که جنایت روی آن انجام گرفته و از بین رفته دوباره بهبود یابد مانند آن که دندان شکسته شده، رشد کند یا موهای زایل شده سر و محاسن دوباره برویند، ارش آن باید پرداخت گردد.

#### اَرش بکارت
به مالی که برای جبران نقص وارد بر کنیز به جهت برداشتن بکارت وی توسط غیر مالک یا کسی که به منزله مالک است، پرداخت می‌شود، ارش بکارت گفته می‌شود؛ بنابراین ما به التفاوت قیمت کنیز بکر و غیر بکر به مالک آن داده می‌شود. دو قول دیگر نیز در مسئله وجود دارد، نخست- که به مشهور نسبت داده شده‌است- پرداخت یک دهم قیمت کنیز و دیگری پرداخت بالاترین قیمت از دو امر یاد شده (ما به التفاوت قیمت بکر و غیر بکر یا یک دهم قیمت).
۲. دیه. پاداش. کیفر. دیهٔ جراحت (غیاث اللغات). تاوان زخم‌ها. (دستور). آنچه واجب آید در جراحت. (مهذب الاسماء): اَرشِ خَدش؛ دیهٔ خراش. ارش جنایت؛ دیه ٔ آن. جمع آن اُروش است.